# UFC on ESPN: Nicolau vs. Perez
UFC on ESPN: Nicolau vs. Perez (también conocido como UFC on ESPN 55 y UFC Vegas 91) fue un evento de artes marciales mixtas producido por Ultimate Fighting Championship que se llevó a cabo el 27 de abril de 2024 en las instalaciones de UFC Apex. en Enterprise, Nevada, parte del Área Metropolitana de Las Vegas, Estados Unidos.

## Antecedentes
Una revancha de peso mosca entre el ex campeón de peso gallo de Rizin, Manel Kape, y Matheus Nicolau estaba programada para encabezar el evento. El par se enfrentó previamente en UFC Fight Night: Edwards vs. Muhammad en marzo de 2021, que Nicolau ganó por una controversial decisión dividida. Su segundo enfrentamiento estaba programada previamente para UFC Fight Night: Ankalaev vs. Walker 2 en enero de 2024, pero Kape no dio el peso y la pelea fue posteriormente cancelada. A su vez, Kape se retiró de la pelea por una lesión de costilla y fue reemplazado por el ex-retador titular Alex Perez.
Para este evento estaba programada una pelea de peso ligero entre el ganador de la temporada 1 de Road to UFC, Anshul Jubli, y Maheshate Hayisaer. Sin embargo, Jubli se retiró por razones desconocidas y fue reemplazado por Gabriel Benítez.
Para este evento estaba programada una pelea de peso ligero entre James Llontop y Lando Vannata. Sin embargo, Vannata se retiró por razones desconocidas y fue reemplazado por Gabriel Green.
Joel Álvarez y Mateusz Rębecki estaban programados para enfrentarse en una pelea de peso ligero.Sin embargo, Álvarez se retiró de la pelea por razones no reveladas. Por el momento, es desconocido si habrá un reemplazo.
En los pesajes, James Llontop y David Onama fallaron en el peso. Llontop pesó 156,5 libras, media libra por encima del límite de peleas sin título de peso ligero. Onama pesó 148,5 libras, dos libras y media por encima del límite de peso pluma para peleas sin título. Ambas peleas se desarrollaron en peso acordado y ambos peleadores perdieron el 20% de sus ganancias, que fueron para sus oponentes Chris Padilla y Jonathan Pearce.

## Bonificaciones
Los siguientes peleadores recibieron bonos de $50.000:
- Pelea de la Noche: No se otorgaron bonificación.
- Actuación de la Noche: Alex Perez, Bogdan Guskov, Jhonata Diniz y Uroš Medić